# Pakistan Civil Aviation Authority FC
Der Pakistan Civil Aviation Authority Football Club, auch bekannt als PCAA oder PCAA FC, ist ein 2017 gegründeter pakistanischer Werksverein der Pakistan Civil Aviation Authority. Der Verein aus Lahore spielt aktuell in der höchsten Liga des Landes, der Pakistan Premier League.

## Stadion
Der Verein trägt seine Heimspiele im Punjab-Stadion in Lahore aus. Das Stadion hat ein Fassungsvermögen von 10.000 Personen.

## Trainerchronik
Stand: Mai 2022
| Trainer         | Nation   | von       | bis   |
| --------------- | -------- | --------- | ----- |
| Siddique Sheikh | Pakistan | März 2018 | heute |